# Les Grandes-Armoises
 Les Grandes-Armoises  es una población y comuna francesa, en la región de Champaña-Ardenas, departamento de Ardenas, en el distrito de Vouziers y cantón de Le Chesne.
Está integrada en la Communauté de communes de l'Argonne Ardennaise.

## Demografía
| 387 | 385 | 381 | 392 | 385 | 390 | 376 | 392 | lac. | lac. | 272 | 245 | 213 | 210 | 201 | 202 | 200 | 182 | 170 | 172 | 141 | 138 | 136 | 136 | 78 | 110 | 71 | 66 | 63 | 44 | 54 | 41 | 45 | 46 |
| Para los censos de 1962 a 1999 la población legal corresponde a la población sin duplicidades (Fuente: INSEE [Consultar]) |     |     |     |     |     |     |     |      |      |     |     |     |     |     |     |     |     |     |     |     |     |     |     |    |     |    |    |    |    |    |    |    |    |